# Sゲージ
Sゲージ（エスゲージ）とは鉄道模型の縮尺と軌間を表す規格呼称のひとつ。

## 概要
Sゲージは縮尺1/64・軌間22- 22.9mmの鉄道模型規格の名称である。「S」は3/16(Three Sixteenth) インチスケール、7/8 (Seven Eighth) インチゲージ、1/64 (One Sixtyfourth) の3つの頭文字から来ている。縮尺のみに着目する場合はSスケール（エススケール）とも呼ばれる。
Sゲージの名称が定着する以前はH1ゲージ（もしくはH-Iゲージ）とも呼ばれていた。H1・H-Iは1番ゲージ（Iゲージ）の半分という意味である。またアメリカでは発売メーカーが自社の名称をとってCD（C‐D）ゲージと称したこともあったが、ひろまらなかった。軌間については7/8インチのほかに、1番ゲージの軌間45mmの半分である22.5mmが採用されることもある。NMRA規格では1990年代頃までは0.875（＝7/8） インチ（22.2mm）、現在では標準軌（1435mm）を正確に1/64に縮小した数値に近い0.883インチ（22.43mm）‐0.905インチ（22.99mm）としている。ヨーロッパのMOROPによるNEM規格では22.5mmとなっていて、イギリスではBritish Railway Modeling Standards Bureau (BRMSB) 規格で軌間は22.23mmとしている。
アメリカでは今なお根強い人気があり、アメリカンフライヤーなどのティンプレート製品だけでなくブラスモデルなどのスケールモデルも愛好者向けに供給されている。アメリカンフライヤーのティンプレート製品は、当初より二線式で販売されている。アメリカではスケールモデルのSスケールの細密レイアウトも時々雑誌で紹介されており、専業メーカーも存在する。
イギリスのSスケールの愛好者団体は1946年の設立で、Sゲージの愛好者団体の中では最も古い歴史を持つ。
日本では昭和20年代に縮尺1/50-1/60、軌間22-22.5mmでメーカーや愛好者により制作されたが普及しなかった。近年では1/64の縮尺を利用して実物の1067mm軌間を正確に模型化するSｎ3 1/2（S1067）規格（軌間16.5mm）の製品がメーカーから発売されている。

## 歴史
最も初期の縮尺1/64の鉄道模型は1896年にイギリスの14歳の少年によって造られたMidland Railway 4-2-2である。最初の動く模型は20世紀初頭にイングランドで製作された。イギリスでは1910年代以降に愛好者により多く製作されたが、手軽に遊べるOOゲージなどが普及すると、その影に隠れてしまった。現在ではもっぱらキットまたはパーツのみが発売されている。
アメリカでは1937年に最初の製品がCleveland Model & Supply Company (CD Models) から発売された。1939年にはアメリカンフライヤーから発売された。それらの製品は三線式であった。1946年、アメリカンフライヤーはより実物に近づける為に二線式を導入した。Sゲージは多くの人に受け入れられ最盛期を迎えた (現在では当時よりも多く入手できる) が、1959年ごろには終息した。アメリカンフライヤーはその後1967年にライオネルに売却され、一旦は撤退をしたものの、1979年より再びSゲージに参入した。1981年からはAmerican Modelsが、1989年からはS-Helper Serviceが参入した。これら以外にもストラクチャーやパーツを供給するメーカーが数多く存在する。
西ドイツではニュルンベルクのBubが第二次世界大戦後にSゲージに参入したが、売り上げが伸びず、すぐに撤退している。1956年からは東ドイツテューリンゲン州スタットイルムの国営金属工場でSゲージが製造されたが1964年に撤退した。
日本では1947年頃、大阪の朝日屋が縮尺1/50で軌間22.5mmという製品を発売したが普及には至らなかった。これはSゲージではなく、HIゲージと呼ばれていた。一方、東京では縮尺1/60、軌間22mmを企画する人たちがいた。1947年水上純一著『ED型模型電気機関車の作り方』発行人毛利元良というSゲージ専門の本を発行。このなかでSゲージの優れた点として1.室内運転として手頃なこと。35mmゲージやOゲージよりも小さいため場所をとらないこと、HOゲージは小さいが日本の畳の上ではレールを敷設して運転することは難しいこと。2.車両製作が簡易。車両を製作するには縮尺の大きな物は省略がしづらいことをあげ、逆に小さすぎると動力装置に技術力を必要とすること。3.価格大きければ材料費がかかることをあげSゲージを推奨している。また集電方法はOゲージが交流3線式を採用しているのに対し第三軌条方式を採用していた。しかし、1949年には雑誌への広告もなくなり、事実上消滅した。
以降日本でのSゲージは模型とラジオ誌にライブスチームの製作記事が掲載された程度でほとんど姿を消していたが、2014年にトミーテックが広島電鉄750形電車のSゲージ模型を発売した。これは、同社が展開しているミニカーブランド『トミカリミテッドヴィンテージ』の『西部警察』シリーズの一台で、「日本全国縦断ロケ」に登場した車両を製品化したものである（その後、現行仕様も追って製品化された）。製品は走行装置の無いディスプレイモデルであるが、日本の大手鉄道模型メーカーがSゲージ車両を製作販売する極めて珍しい事例となった。

## ナローゲージ・関連規格
ナローゲージ
模型のナローゲージ（ナローゲージモデル）とは実物の狭軌鉄道を鉄道模型の規格に定められた軌間よりも狭い軌間を使って模型化したものである。Sゲージの場合は軌間16.5ｍｍなど22.5mmよりも狭い軌間を使った縮尺1/64の模型がこれに該当する。数種類の実物の軌間に対応した規格が各国の模型団体により定められている
- 呼称末尾のnはNarrow、mはMeter、eはEnge、iはIndustrialの略とされる。

| 呼称 | 軌間    | 実軌間 | 備考            |
| ---- | ------- | ------ | --------------- |
| S    | 22.42mm | 1435mm | 標準軌          |
| Sn3  | 14.3mm  | 914mm  | 3フィートゲージ |

| 呼称   | 軌間   | 実軌間           | 備考               |
| ------ | ------ | ---------------- | ------------------ |
| S      | 22.5mm | 1250 - 1700mm    | 標準軌など         |
| Sm     | 16.5mm | 850 - 1250mm未満 | メーターゲージなど |
| Se     | 12mm   | 650 - 850mm未満  | 軽便鉄道など       |
| Si(Sf) | 9mm    | 400 - 650mm未満  | 鉱山鉄道など       |
| Sp     | 6.5mm  | 300 - 400mm未満  | 鉱山鉄道など       |

特に規定は無いが以下の規格が愛好者により慣用されている（縮尺1/64）
| 呼称    | 軌間       | 実軌間 | 備考                        |
| ------- | ---------- | ------ | --------------------------- |
| Sn3 1/2 | 16.5mm     | 1067mm | 3フィート半（ケープ）ゲージ |
| Sn2 1/2 | 12mm       | 762mm  | 2フィート半ゲージ           |
| Sn2     | 10.5mmなど | 610mm  | 2フィートゲージ             |

- Sn3 1/2は日本ではS1067、ニュージーランドではNZ64 とも呼ばれる。
- 計算上ではSn2の模型軌間は9.5mmとなるが、実際には愛好者の多くは10.5mmや9mm（Siと同じ）を使用している。[7]

## 主なメーカー・ブランド
アメリカ
- アメリカンフライヤー
- American Models
- River Raisin Models
- S-Helper Service

イギリス
- Worsley Works